# الفتح الإسلامي لأذربيجان
 الفَتحُ الإسلَامِيُّ لأذربيجان أمر الخليفة عمر بن الخطاب بفتح أذربيجان في سنة 643 الموافقة للعام الهجري 22، وكان ذلك بعد الفتح الإسلامي لمدينة الري التاريخية في إيران ووسط بلاد فارس.
استمر هذا الفتح نحو أذربيجان في البداية تحت قيادة المغيرة بن شعبة كما ذكره أبو جعفر الطبري وفقا للمصادر من قبل أحمد بن ثابت الرازي.